# 矛状芒果蛛
矛状芒果蛛（学名：Mangora spiculata）为园蛛科芒果蛛属的动物。分布于美国以及中国大陆的安徽等地。该物种的模式产地在美国。